# Fjällsjöälven
Der Fjällsjöälven ist ein rechter Nebenfluss des Ångermanälven in den schwedischen Provinzen Jämtlands län und Västernorrlands län.
Der Fjällsjöälven hat seinen Ursprung im See Bodumsjön bei Rossön.
Dieser wird von den Quellflüssen Hotingsån und Rörströmsälven gespeist.
Von dort fließt er in südsüdöstlicher Richtung.
Er bildet eine Reihe von Seen, darunter den Fjällsjön bei Fjällsjö.
Größter Nebenfluss ist der Vängelälven, der einen Teil seines Wassers vom Faxälven erhält.
Etwa 5 km nordwestlich von Näsåker mündet der Fjällsjöälven in den Ångermanälven.
Der Fjällsjöälven hat eine Länge von 80 km.
Der Fjällsjöälven und seine Zuflüsse entwässern ein Gebiet, das bis zur norwegischen Grenze reicht und
im Süden an das Einzugsgebiet des Faxälven und im Norden an das des Oberlaufs des Ångermanälven grenzt.
Einschließlich Quellflüssen beträgt die Gesamtflusslänge 260 km.